# Ampère-törvény

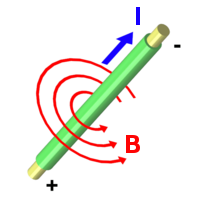
Az elektromos áram mágneses mezőt indukál

Ampère törvénye az elektromos áram és az általa gerjesztett mágneses mező kapcsolatát írja le. A törvényt André-Marie Ampère ismerte fel. A törvény kimondja, hogy a mágneses térerősség tetszőleges zárt görbe menti integrálja egyenlő a görbe által határolt felületen átfolyó áramok előjeles összegével szorozva a mágneses permeabilitással:
{\displaystyle \oint {\vec {B}}\cdot \mathrm {d} {\vec {l}}=\mu _{0}I}
ahol
{\displaystyle \oint } tetszőleges zárt görbe menti vonalintegrál
{\displaystyle {\vec {B}}} a mágneses indukcióvektor
{\displaystyle \mu _{0}} a vákuum mágneses permeabilitása
{\displaystyle I} a zárt görbe által határolt tetszőleges felületen áthaladó áram

## Maxwell kiegészítése
James Clerk Maxwell felismerte, hogy Ampére törvénye nem teljes, ugyanis nem stacionárius áramok esetén a felületen áthaladó áram nem független a felülettől. Megoldásként bevezette az eltolási áram fogalmát.
Az eltolási áram:
{\displaystyle I_{\mathrm {d} }=\varepsilon _{0}{\frac {\mathrm {d} \Phi _{\mathrm {E} }}{\mathrm {d} t}}}
ahol
{\displaystyle \varepsilon _{0}} a vákuum dielektromos állandója
{\displaystyle \Phi _{\mathrm {E} }} az elektromos fluxus
{\displaystyle t} az idő
Ampére törvényének Maxwell által kiegészített alakja:
{\displaystyle \oint {\vec {B}}\cdot \mathrm {d} {\vec {l}}=\mu _{0}(I+\varepsilon _{0}{\frac {\mathrm {d} \Phi _{\mathrm {E} }}{\mathrm {d} t}})}